# Mare Ingenii
Das Mare Ingenii (lateinisch für „Meer der Begabung“) ist ein Mare auf der erdabgewandten Seite des Mondes. 
Es befindet sich gegenüber dem Mare Imbrium in der südlichen Hemisphäre im sogenannten Ingenii-Becken bei den selenographischen Koordinaten 33° S, 165° E. Das Mare Ingenii hat einen mittleren Durchmesser von 280 km und ist damit, wie alle anderen Maria auf der Mondrückseite, relativ klein.
Auf seinem dunklen Basalt zeichnen sich helle Swirls ab. Die Region, in der das Mare Ingenii liegt, weist das stärkste lokale krustale Magnetfeld des Mondes auf.